# Банкрофт (тауншип, Миннесота)
Банкрофт (англ. Bancroft) — тауншип в округе Фриборн, Миннесота, США. На 2000 год его население составило 1065 человек.

## География
По данным Бюро переписи населения США площадь тауншипа составляет 87,2 км², из которых 87,2 км² занимает суша, a вода составляет 0,03 %.

## Демография
По данным переписи населения 2000 года здесь находились 1065 человек, 397 домохозяйств и 325 семей.  Плотность населения —  12,2 чел./км².  На территории тауншипа расположено 404 постройки со средней плотностью 4,6 построек на один квадратный километр. Расовый состав населения: 99,25 % белых, 0,09 % афроамериканцев, 0,28 % азиатов, 0,09 % — других рас США и 0,28 % приходится на две или более других рас. Испанцы или латиноамериканцы любой расы составляли 2,07 % от популяции тауншипа.
Из 397 домохозяйств в 33,8 % воспитывались дети до 18 лет, в 78,3 % проживали супружеские пары, в 2,8 % проживали незамужние женщины и в 18,1 % домохозяйств проживали несемейные люди. 15,1 % домохозяйств состояли из одного человека, при том 7,3 % из — одиноких пожилых людей старше 65 лет. Средний размер домохозяйства — 2,68, а семьи — 2,98 человека.
25,9 % населения — младше 18 лет, 4,8 % — в возрасте от 18 до 24 лет, 25,8 % — от 25 до 44, 28,9 % — от 45 до 64, и 14,6 % — старше 65 лет. Средний возраст — 41 год. На каждые 100 женщин приходилось 112,2 мужчин.  На каждые 100 женщин старше 18 приходилось 105,5 мужчин.
Средний годовой доход домохозяйства составлял 47 102 доллара, а средний годовой доход семьи —  52 875 долларов. Средний доход мужчин —  33 611  долларов, в то время как у женщин — 24 904. Доход на душу населения составил 22 744 доллара. За чертой бедности находились 1,5 % семей и 2,5 % всего населения тауншипа, из которых 2,2 % младше 18 и 3,8 % старше 65 лет.